# وانوري كاهيو
وانوري كاهيو (بالإنجليزية: Wanuri Kahiu)‏ (مواليد 21 يونيو 1980)، هي مُخرجة ومُنتجة وكاتبة كينية.

## روابط خارجية
وانوري كاهيو على موقع IMDb (الإنجليزية)
- وانوري كاهيو على موقع ألو سيني (الفرنسية)
- وانوري كاهيو على موقع أول موفي (الإنجليزية)
- وانوري كاهيو على موقع قاعدة بيانات الفيلم (الإنجليزية)
- وانوري كاهيو على موقع كينوبويسك (الروسية)